# Georges-Eugène Balleyguier
Pour les articles homonymes, voir Balleyguier.
Georges-Eugène Marie Balleyguier, né à Paris le 18 avril 1855 et mort à Adissan le 26 septembre 1944, est un architecte français. 

## Biographie
Élève de Léon Ginain à l’École des beaux-arts, il expose au Salon des artistes français à partir de 1877 et y obtient plusieurs médailles. 
Rapporteur au service des édifices diocésains (1890-1900) puis architecte diocésain de Luçon (1905), il est nommé architecte en chef des Monuments historiques le 21 juillet 1913, responsable du Doubs, du Jura, de la Haute-Savoie et du Rhône et prend sa retraite en 1926.
Il est nommé chevalier de la Légion d'honneur le 30 décembre 1909.
Il est le père du lieutenant Jacques Balleyguier (1893-1914), saint-cyrien (promotion de Montmirail 1912-14), chevalier de la Légion d'honneur (à titre posthume). Son nom figure sur le nouveau monument aux morts des parisiens morts pour la France inauguré par Anne Hidalgo, au cimetière du Père-Lachaise, le 11 novembre 2018.